# حکمت سینوی
ابن‌سیناگرایی مکتبی در فلسفه اسلامی است که توسط ابن سینا طرح شده است. به عقیدهٔ هانری کربن و حسین نصر دو نوع ابن‌سیناگرایی وجود دارد: ابن‌سیناگرایی ایرانی و اسلامی.به عقیدهٔ نصر، ابن‌سیناگرایی لاتین بر روی کارهای فلسفی اولیه ابن‌سینا بنیان نهاده شده‌است. این مکتب فلسفهٔ مکتب مشاء را دنبال می‌کند و سعی می‌کند با یک سیستم منطقی اندیشه، ساختار واقعیت را شرح دهد. ابن‌سیناگرایی در قرن دوازدهم میلادی، به‌خصوص در آکسفورد و پاریس در اروپا نفوذ پیدا کرد؛ و برخی فیلسوفان برجسته مانند توماس آکیویناس، راجر بیکن و دانس اسکوتوس تحت تأثیر آثار ابن‌سینا قرار گرفتند. درحالیکه ابن‌رشدگرایی لاتین در مقایسه با ابن‌سیناگرایی ضعیف بود، به عقیدهٔ اتین ژیلسون در آن دوران «آگوستینگرایی ابن‌سنایی» رایح بود.
هانری کربن بین ابن‌سیناگرایی ایرانی و ابن‌سیناگرایی لاتین تفاوت قائل می‌شود. او نشان‌می‌دهد که ما می‌توانیم سه مکتب متفاوت ابن‌سیناگرایی ببینیم: کربن آن‌ها را آگوستین‌گرایی ابن‌سینایی و ابن‌سیناگرایی ایرانی و ابن‌سیناگرایی لاتین می‌خواند.